# Smarck Michel
Smarck Michel, né le 29 mars 1937 à Saint-Marc et mort le 1er septembre 2012 à Port-au-Prince, est un homme d'État, Premier ministre haïtien, membre du comité "Tèt Ansanm pou Lavalas" (Tous ensemble pour Fanmi lavalas, parti politique de Jean-Bertrand Aristide).

## Biographie
Smarck Michel est né en 1937 dans la ville se Saint Marc, Artibonite. Homme d'affaires et grossiste en produits alimentaires, il est ami depuis les années 1980 avec Jean-Bertrand Aristide.  Sous le gouvernement de René Préval, il occupe le poste de ministre du Commerce et de l'Industrie du 19 février au 14 juin 1991.
Il est nommé Premier ministre par le président Jean-Bertrand Aristide et ratifié par le Parlement le 6 novembre 1994. Il démissionne de son poste le 13 octobre 1995 et Claudette Werleigh lui succède le 7 novembre 1995. Il meurt le 1er septembre 2012 dans la capitale, Port-au-Prince, à l'âge de 75 ans.